# Дом Масалитиной
Дом Масалитиной (Доходный дом Ворожеина) — здание в Ростове-на-Дону, расположенное на перекрёстке Большой Садовой улицы и Кировского проспекта. Построено в 1890 году по проекту архитектора Г. Н. Васильева в духе эклектики. В начале XX века дом принадлежал купчихе П. К. Масалитиной. В настоящее время здание занимает ресторан «Le Bistro». Дом Масалитиной имеет статус объекта культурного наследия регионального значения.

## История
Доходный дом К. А. Ворожеина был построен в 1890 году по проекту архитектора Г. Н. Васильева. По данным на 1913—1914 годы дом принадлежал П. К. Масалитиной. В нём размещались: галантерейный магазин X. Мермелыштейн, фабрика по производству халвы Н. М. Масалитина, колбасная фабрика Бейтлан и Кюнцельм, конвертная фабрика Н. И. Кравченко, часовой магазин Ф. Волошиновой, товарищество под фирмою Вейденбах.
В 1920-е годы после прихода советской власти дом был национализирован. На втором этаже разместились жилые квартиры. Во время Великой Отечественной войны был утрачен угловой купол. После окончания войны его восстановили в упрощённых формах. В 1950-х годах первый этаж здания занимали: «Парикмахерская», магазин «Кондитерские изделия», «Пивная».
В 1990—2000-е годы у здания несколько раз менялся владелец, и каждый из них вносил изменения в облик здания. В начале 2010-х годов проводился ремонт здания. Строители отклонились от проекта, в результате чего здание поменяло первоначальную цветовую гамму: первый этаж оказался выкрашен в зелёный цвет. 28 сентября 2013 года в здании произошёл пожар.

## Архитектура

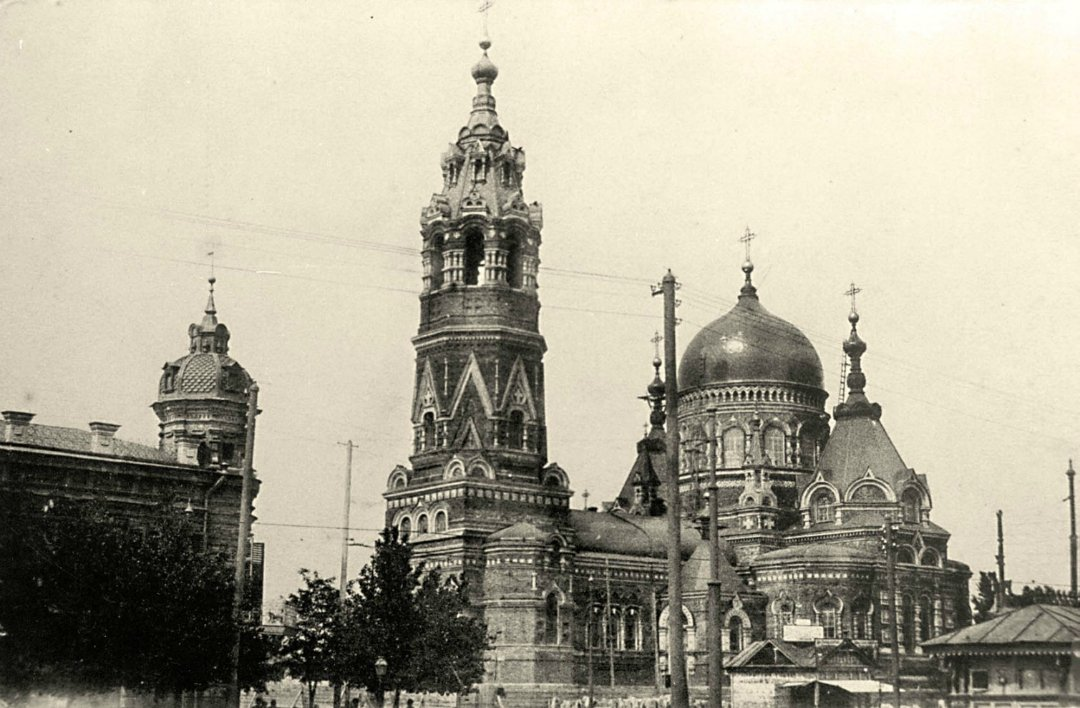
Ново-Покровская церковь (справа) и дом Масалитиной (слева) на дореволюционной фотографии

Особняк занимает торец квартала на пересечении Большой Садовой улицы и Кировского проспекта. Здание кирпичное двухэтажное с многоскатной крышей. Строение имеет прямоугольную конфигурацию в плане, и коридорную систему планировки.
Дом Масалитиной построен в духе эклектики, в его архитектуре и оформлении сочетаются элементы барокко и классицизма. Композиционным ядром особняка является бельведер с куполом и шпилем в угловой части. Первоначально купол имел более пышное оформление: он был покрыт «чешуйками», а по бокам находились четыре слуховых окна. Купол завершался восьмигранным объёмом, украшенным барельефами в виде ваз. Над этим объёмом возвышался шпиль с шаром.
Фасады здания украшает кирпичный декор. Первый этаж рустован. Основные входы выделены ризалитами, завершёнными аттиками сложной конфигурации. Оконные проёмы оформлены профилированными наличниками, сандриками и подоконными нишами. Среди декоративных элементов здания: междуэтажная тяга, декоративные кронштейны, фриз, профилированный карниз, пилястры.